# Wishmaster World Tour
Wishmaster World Tour foi uma turnê da banda finlandesa de metal sinfônico Nightwish, realizada para promover o álbum Wishmaster (2000). A turnê teve início em 11 de maio de 2000 em Vosselaar, Bélgica, onde a banda teve a oportunidade de testar as canções do novo álbum ao vivo antes de tocá-las no grande concerto que ocorreu na cidade de Kitee, Finlândia em 20 de maio, cujo teve uma produção maior e efeitos pirotécnicos. Esta turnê também marcou as primeiras apresentações da banda fora da Europa, em países até então não visitados anteriormente, como Brasil, Chile, Argentina, Panamá, México, Canadá e Coreia do Sul, além de França, Hungria, República Tcheca, Suécia e Rússia.
O último concerto na cidade finlandesa de Nivala em 15 de setembro de 2001 foi também a última apresentação ao vivo com o baixista Sami Vänskä, que deixou o grupo mais tarde em outubro. Nos shows realizados em Budapeste, Vosselaar e Amsterdã em outubro e novembro de 2000, o até então baixista e vocalista do Sinergy, Marco Hietala — que mais tarde viria a substituir Vänskä no Nightwish — cantou com o grupo na canção "Beauty and the Beast" em ambos os concertos. Outras participações da turnê ainda incluíram os cantores Tony Kakko e Tapio Wilska em datas selecionadas, incluindo o concerto especial na cidade finlandesa de Tampere em 29 de dezembro de 2000, que foi gravado e filmado para o DVD ao vivo From Wishes to Eternity (2001).

## Repertório
O repertório abaixo é constituído do primeiro show da turnê, realizado em 11 de maio de 2000 em Vosselaar, Bélgica, não sendo representativo de todos os concertos.
1. "She Is My Sin"
2. "Gethsemane"
3. "The Kinslayer"
4. "Deep Silent Complete"
5. "The Pharaoh Sails to Orion"
6. "Come Cover Me"
7. "Wanderlust"
8. "Crimson Tide / Deep Blue Sea" (covers de Hans Zimmer e Trevor Rabin)
9. "Swanheart"
10. "Elvenpath"
11. "Fantasmic"
12. "Dead Boy's Poem"
13. "Sacrament of Wilderness"
14. "Walking in the Air" (cover de Howard Blake) (bis)
15. "Beauty and the Beast" (bis)
16. "Wishmaster" (bis)

- As canções "Crownless" e "Stargazers" foram tocadas pela primeira vez na turnê em 20 de maio de 2000 em Kitee, Finlândia.
- O cantor Tony Kakko performou com a banda a canção "Beauty and the Beast" em 2 de junho e 29 de dezembro de 2000.
- O cantor Tapio Wilska performou com a banda as canções "The Pharaoh Sails to Orion" em 29 de dezembro de 2000, e "10th Man Down" em 24 de agosto de 2001.
- A canção "Sleeping Sun" foi tocada pela primeira vez na turnê em 16 de julho de 2000 em Porto Alegre, Brasil.
- A canção "Passion and the Opera" foi tocada apenas uma vez na turnê em 22 de julho de 2000 em Buenos Aires, Argentina.
- O cantor Marco Hietala performou com a banda a canção "Beauty and the Beast" em 29 de outubro e 5 e 7 de novembro de 2000.
- A canção "Over the Hills and Far Away" foi tocada pela primeira vez na turnê em 14 de junho de 2001 em Jyväskylä, Finlândia.
- A canção "10th Man Down" foi tocada pela primeira vez na turnê em 21 de junho de 2001 em Kouvola, Finlândia.

## Datas
Todas as datas estão de acordo com o website oficial da banda.
| Data                   | Cidade            | País             | Local                                    | Ato de abertura                 |
| ---------------------- | ----------------- | ---------------- | ---------------------------------------- | ------------------------------- |
| Europa                 |                   |                  |                                          |                                 |
| 11 de maio de 2000     | Vosselaar         | Bélgica          | Biebob                                   | —                               |
| 20 de maio de 2000     | Kitee             | Finlândia        | Jäähalli                                 | —                               |
| 24 de maio de 2000     | Oulu              | Finlândia        | Woodoo Night Club                        | —                               |
| 25 de maio de 2000     | Kuopio            | Finlândia        | Clone                                    | —                               |
| 26 de maio de 2000     | Mikkeli           | Finlândia        | Zic Zac                                  | —                               |
| 27 de maio de 2000     | Imatra            | Finlândia        | Onnenpäivät                              | —                               |
| 31 de maio de 2000     | Helsinque         | Finlândia        | Nosturi                                  | To/Die/For                      |
| 1 de junho de 2000     | Kouvola           | Finlândia        | Rubin2000                                | —                               |
| 2 de junho de 2000     | Tampere           | Finlândia        | Tullikamarin Pakkahuone                  | Sonata Arctica                  |
| 3 de junho de 2000     | Virrat            | Finlândia        | Hiekkarannan huvipuisto                  | —                               |
| 9 de junho de 2000     | Leipzig           | Alemanha         | Agra-Halle                               | —                               |
| 22 de junho de 2000    | Kauhajoki         | Finlândia        | Nurmijärvi                               | —                               |
| 23 de junho de 2000    | Joensuu           | Finlândia        | Laulurinne                               | —                               |
| 24 de junho de 2000    | Jämsä             | Finlândia        | Himos Areena                             | —                               |
| 1 de julho de 2000     | Turku             | Finlândia        | Ruissalo                                 | —                               |
| 7 de julho de 2000     | Helsinque         | Finlândia        | VR Makasiinit                            | —                               |
| 8 de julho de 2000     | Aitoo             | Finlândia        | Aitoon kirkastusjuhlat                   | Apulanta                        |
| 9 de julho de 2000     | Joensuu           | Finlândia        | Laulurinne                               | —                               |
| América Latina         |                   |                  |                                          |                                 |
| 14 de julho de 2000    | Curitiba          | Brasil           | Studio 1250                              | Dragonheart                     |
| 15 de julho de 2000    | São Paulo         | Brasil           | Tom Brasil                               | —                               |
| 16 de julho de 2000    | Porto Alegre      | Brasil           | Opinião                                  | —                               |
| 18 de julho de 2000    | Santiago          | Chile            | Teatro Providencia                       | —                               |
| 22 de julho de 2000    | Buenos Aires      | Argentina        | Auditorio Acatraz                        | Beto Vázquez Infinity           |
| 25 de julho de 2000    | Cidade do Panamá  | Panamá           | Club Dalì                                | —                               |
| 28 de julho de 2000    | Guadalajara       | México           | Roxy                                     | —                               |
| 29 de julho de 2000    | Cidade do México  | México           | Salón 21                                 | Tiamat                          |
| 30 de julho de 2000    | Morelia           | México           | Salón Arena                              | —                               |
| Europa 2               |                   |                  |                                          |                                 |
| 5 de agosto de 2000    | Wacken            | Alemanha         | Hauptstrasse                             | —                               |
| 6 de agosto de 2000    | Vosselaar         | Bélgica          | Axionhal                                 | —                               |
| 1 de setembro de 2000  | Tampere           | Finlândia        | Tullikamarin Klubi                       | —                               |
| 2 de setembro de 2000  | Nivala            | Finlândia        | Tuiskula                                 | —                               |
| 8 de setembro de 2000  | Uusikaupunki      | Finlândia        | Aquarius                                 | —                               |
| 9 de setembro de 2000  | Lappajärvi        | Finlândia        | Halkosaari                               | —                               |
| 15 de setembro de 2000 | Helsinque         | Finlândia        | Tavastia                                 | —                               |
| 16 de setembro de 2000 | Kauhajoki         | Finlândia        | Kasino                                   | —                               |
| 22 de setembro de 2000 | Jyväskylä         | Finlândia        | Lutakko                                  | —                               |
| 23 de setembro de 2000 | Kuopio            | Finlândia        | Akateeminen Startti                      | —                               |
| 5 de outubro de 2000   | Hamburgo          | Alemanha         | Markthalle                               | Eternal Tears of Sorrow Sinergy |
| 6 de outubro de 2000   | Bremen            | Alemanha         | Tivoli                                   | Eternal Tears of Sorrow Sinergy |
| 7 de outubro de 2000   | Herford           | Alemanha         | Kerck                                    | Eternal Tears of Sorrow Sinergy |
| 9 de outubro de 2000   | Bochum            | Alemanha         | Zeche                                    | Eternal Tears of Sorrow Sinergy |
| 10 de outubro de 2000  | Frankfurt am Main | Alemanha         | Batschkapp                               | Eternal Tears of Sorrow Sinergy |
| 11 de outubro de 2000  | Ludwigsburgo      | Alemanha         | Rockfabrik                               | Eternal Tears of Sorrow Sinergy |
| 13 de outubro de 2000  | Ebersdorf         | Alemanha         | Hellraiser                               | Eternal Tears of Sorrow Sinergy |
| 14 de outubro de 2000  | Bad Salzungen     | Alemanha         | Kalle Werk                               | Eternal Tears of Sorrow Sinergy |
| 16 de outubro de 2000  | Estrasburgo       | França           | La Laiterie                              | Eternal Tears of Sorrow Sinergy |
| 17 de outubro de 2000  | Lille             | França           | Le Splendid                              | Eternal Tears of Sorrow Sinergy |
| 18 de outubro de 2000  | Paris             | França           | Élysée Montmartre                        | Eternal Tears of Sorrow Sinergy |
| 20 de outubro de 2000  | Lyon              | França           | Rail Théâtre                             | Eternal Tears of Sorrow Sinergy |
| 21 de outubro de 2000  | Marselha          | França           | Le Jas'Rod                               | Eternal Tears of Sorrow Sinergy |
| 22 de outubro de 2000  | Barcelona         | Espanha          | Mephisto                                 | Eternal Tears of Sorrow Sinergy |
| 24 de outubro de 2000  | Pratteln          | Suíça            | Z7 Konzertfabrik                         | Eternal Tears of Sorrow Sinergy |
| 25 de outubro de 2000  | Graz              | Áustria          | Orpheum                                  | Eternal Tears of Sorrow Sinergy |
| 26 de outubro de 2000  | Viena             | Áustria          | Planet Music                             | Eternal Tears of Sorrow Sinergy |
| 28 de outubro de 2000  | Wels              | Áustria          | Alter Schlachthof                        | Eternal Tears of Sorrow Sinergy |
| 29 de outubro de 2000  | Budapeste         | Hungria          | E-Klub                                   | Eternal Tears of Sorrow Sinergy |
| 31 de outubro de 2000  | Berlim            | Alemanha         | Razzle Dazzle                            | Eternal Tears of Sorrow Sinergy |
| 1 de novembro de 2000  | Praga             | República Tcheca | Palác Akropolis                          | Eternal Tears of Sorrow Sinergy |
| 3 de novembro de 2000  | Lichtentanne      | Alemanha         | Zum Löwen                                | Eternal Tears of Sorrow Sinergy |
| 4 de novembro de 2000  | Kaufbeuren        | Alemanha         | Zeppelinhalle                            | Eternal Tears of Sorrow Sinergy |
| 5 de novembro de 2000  | Vosselaar         | Bélgica          | Biebob                                   | Eternal Tears of Sorrow Sinergy |
| 7 de novembro de 2000  | Amsterdã          | Países Baixos    | Melkweg Oude Zaal                        | Eternal Tears of Sorrow Sinergy |
| 8 de novembro de 2000  | Brunsvique        | Alemanha         | Freizeit- und Bildungszentrum Bürgerpark | Eternal Tears of Sorrow Sinergy |
| 9 de novembro de 2000  | Colônia           | Alemanha         | Live Music Hall                          | Eternal Tears of Sorrow Sinergy |
| América do Norte       |                   |                  |                                          |                                 |
| 25 de novembro de 2000 | Montreal          | Canadá           | Le Medley                                | Forgotten Tales Hanker          |
| 26 de novembro de 2000 | Montreal          | Canadá           | Le Medley                                | Forgotten Tales Hanker          |
| Europa 3               |                   |                  |                                          |                                 |
| 29 de dezembro de 2000 | Tampere           | Finlândia        | Tullikamarin Pakkahuone                  | —                               |
| 27 de janeiro de 2001  | Kittilä           | Finlândia        | Hullu Poro                               | Sonata Arctica                  |
| 2 de fevereiro de 2001 | Nokia             | Finlândia        | Hotel Lisoppi                            | —                               |
| 3 de fevereiro de 2001 | Evijärvi          | Finlândia        | Nuorisoseura                             | —                               |
| 5 de fevereiro de 2001 | Turku             | Finlândia        | GOOM-Cruise                              | —                               |
| 7 de fevereiro de 2001 | Turku             | Finlândia        | Feenix                                   | —                               |
| 8 de fevereiro de 2001 | Helsinque         | Finlândia        | Tavastia                                 | —                               |
| 14 de junho de 2001    | Jyväskylä         | Finlândia        | Lutakko                                  | —                               |
| 16 de junho de 2001    | Seinäjoki         | Finlândia        | Törnävä                                  | —                               |
| 21 de junho de 2001    | Kouvola           | Finlândia        | Tykkimäki                                | —                               |
| 22 de junho de 2001    | Kauhajoki         | Finlândia        | Nummijärvi                               | —                               |
| 22 de junho de 2001    | Jämsä             | Finlândia        | Himos Areena                             | —                               |
| 23 de junho de 2001    | Vaasa             | Finlândia        | Vaasa Arena                              | —                               |
| 7 de julho de 2001     | Turku             | Finlândia        | Ruissalo                                 | —                               |
| 8 de julho de 2001     | Aitoo             | Finlândia        | Aitoon kirkastusjuhlat                   | —                               |
| 12 de julho de 2001    | Tampere           | Finlândia        | Ratinanniemi                             | —                               |
| 21 de julho de 2001    | Koria             | Finlândia        | Koria-rolli                              | Apulanta                        |
| 4 de agosto de 2001    | Wacken            | Alemanha         | Hauptstrasse                             | —                               |
| 5 de agosto de 2001    | Pratteln          | Suíça            | Z7 Konzertfabrik                         | —                               |
| 6 de agosto de 2001    | Viena             | Áustria          | Planet Music                             | —                               |
| 7 de agosto de 2001    | Budapeste         | Hungria          | Óbudai-Sziget                            | —                               |
| Ásia                   |                   |                  |                                          |                                 |
| 11 de agosto de 2001   | Busan             | Coreia do Sul    | Gwangalli Beach                          | —                               |
| Europa 4               |                   |                  |                                          |                                 |
| 24 de agosto de 2001   | Moscou            | Rússia           | DK Gorbunova                             | Catharsis                       |
| 25 de agosto de 2001   | São Petersburgo   | Rússia           | Leningradsky Dvorets Molodezhi           | —                               |
| 1 de setembro de 2001  | Helsinque         | Finlândia        | VR Makasiinit                            | —                               |
| 6 de setembro de 2001  | Turku             | Finlândia        | Feenix                                   | —                               |
| 7 de setembro de 2001  | Tampere           | Finlândia        | Tullikamarin Pakkahuone                  | —                               |
| 8 de setembro de 2001  | Alavus            | Finlândia        | Aulava                                   | —                               |
| 13 de setembro de 2001 | Kuopio            | Finlândia        | Puijonsarvi                              | —                               |
| 14 de setembro de 2001 | Joensuu           | Finlândia        | Huvitörmä                                | —                               |
| 15 de setembro de 2001 | Nivala            | Finlândia        | Tuiskula                                 | —                               |

## Créditos
Banda
- Tuomas Holopainen – teclado
- Emppu Vuorinen – guitarra
- Tarja Turunen – vocais
- Jukka Nevalainen – bateria
- Sami Vänskä – baixo

Músicos convidados
- Tony Kakko – vocais (em 2 de junho e 29 de dezembro de 2000)
- Marco Hietala – vocais (em 29 de outubro, 5 de novembro e 7 de novembro de 2000)
- Tapio Wilska – vocais (em 29 de dezembro de 2000 e 24 de agosto de 2001)